# Hubert Peterka
Hubert Peterka (* 19. November 1908 in Ebergassing; † 12. November 1976 in Wien) war ein österreichischer Bergsteiger und Autor von Alpenvereinsführern.
Hubert Peterka brachte es in seinem Leben auf mehr als 500 Erstbegehungen in den Ostalpen (etwa Gesäuse, Dachsteingebirge und Hohe Tauern) und es gelangen ihm zahlreiche frühe Wiederholungen schwieriger Touren in den Alpen. Auch außeralpin war er aktiv, etwa im Kaukasus. Willi End zählte neben Fritz Herrmann, Fritz Proksch und Hans Schwanda zu Peterkas wichtigsten Seilgefährten.
Peterka schrieb Artikel für alpine Zeitschriften und war Autor wichtiger Gebietsführer, etwa für den Peilstein, die Glockner-, Granatspitz-, Venedigergruppe oder die Lienzer Dolomiten. Viele dieser Führer schrieb er zusammen mit Willi End.

„Nach dem 2. Weltkrieg beschloß die Bergsteigergruppe des ÖGV, eine Neubearbeitung des 1928 erschienenen Peilstein-Kletterführers von Leopold Landl durchzuführen. Hubert Peterka als Autor hatte von dieser Neubearbeitung eine ganz bestimmte Vorstellung: Es sollte ein vollkommener Führer werden... „Was am Peilstein noch an Neutouren zu machen ist, das machen wir selber, damit nicht nachher noch ein Herr Gschisti oder Gschasti eine Erstbegehung macht und unser Führer nimmer auf dem letzten Stand ist!“ sagte er.“

Hubert Peterka war bis 1961 Angestellter des Österreichischen Gebirgsvereins einer Sektion des Österreichischen Alpenvereins. Er wurde am Dornbacher Friedhof bestattet.